# Hubert de Lartigue
Hubert de Lartigue, né en 1963 à Angers, est un peintre et illustrateur français.

## Travail
Son travail tourne autour de portrait féminin, en particulier des représentations nues et artistiques de visages qui exagèrent avec expressivité. Ses peintures sont exécutées à l'acrylique sur toile avec un style hyperréaliste projetant un message visuel puissant,,,,.

## Biographie
Hubert de Lartigue commence sa carrière par des illustrations de science-fiction, notamment des couvertures de livres pour Présence du futur et J'ai Lu SF, et des pin-up.
Depuis les années 2000, il s'oriente de plus en plus vers la peinture photoréaliste, avec notamment des détails anatomiques ou des portraits féminins dans des toiles grand format.

## Publications
- Super Héroïnes, préface de Stan Barets, Soleil  éd., 1996.
- French Pin Ups, Boo Press  éd., 2001  (ISBN 978-2951720305).
- Facettes : L'art de Hubert de Lartigue, Mascara  éd., 2005  (ISBN 978-2351440025).
- Hubert de Lartigue : Peintures 2003-2004, Éditions BFB, 2007  (ISBN 978-2915419047).

Chez l'éditeur Oriflam
Couverture de plusieurs ouvrages de jeu de rôle :
- RuneQuest : RuneQuest (1987), Le Maître des runes (1988), Genertela (1988), Les Monts Arc-en-ciel (1989), Les Secrets oubliés (1991), Les Guerriers du soleil (1992), Sous le signe du chaos (1994), La Voie du sabre (1995), Dorastor (1996), Troll (1997) ;
- Hawkmoon : Écran (1988), Hawkmoon 2e éd. (1996)
- Stormbringer : Écran (1987)
- Elric : Elric (1994), Écran du maître (1995)
- Cyberpunk : Chrome (1991)
- Mekton Z : Mekton Z (1996)